# 劉先春
劉先春（？—1643年），字伯阳，號麟岑，江西抚州府金溪县民籍，北市人，明朝政治人物。

## 生平
萬曆三十四年（1606年）丙午科江西鄉試舉人，天啓二年（1622年）壬戌科進士。六月考选庶吉士，四年正月授刑科给事中，五年二月兼理漕政，十月升本科右给事，六年二月升户科左。首建和衷一疏，言甚侃切。时工部郎中万燝疏请内帑废铜佐陵工，并论魏忠贤，忤珰廷杖，曳至长安门，诸阉丛殴垂毙，而后杖杀之。御史林汝翥以干辄扶犯阉，仍行廷杖。先春慷慨论奏，其略云：君之待士不独恩遇有礼，虽谴责亦有礼，何居以三十年来不试之威，一旦见于冲主，以祖宗二百五十年来，廷杖未有之惨，一旦启于曹郎，珰焰高张，忠魂奄忽。又云：一万燝死而天下之为燝者尚多，死一万燝而大下之为燝者短气。疏上，珰大怒，会邹元标推南京吏部尚书，不报，复疏争之，珰恨益深，天启七年七月以题差山东典试削职归。怀宗即位，晋太常寺少卿，复侃侃建白，以奉公守正为忠，以媚私趋权为戒。经理水衡实政，列为六条，与筹国十五议并上之，皆洞悉机宜，旋以母丧归里，崇祯十六年卒于家。